# 박산하
박산하(1967년 ~ )는 대한민국의 만화가이다.

## 주요 작품
- 《하늘마왕》 (1992)
- 《진짜 사나이》 (1992)
- 《레드붐붐》
- 《미들맨》
- 《A+ 모범생》
- 《구타닷컴》
- 《무사의 노래》
- 《색마반고》
- 《데카론》
- 《딱 한잔만》
- 《칼의 노래》
- 《태백산맥》